# Michael Sabia
Michael John Sabia, né le 11 septembre 1953 à St. Catharines en Ontario, est un homme d'affaires et directeur financier canadien. En plus de 40 ans de carrière, Sabia a dirigé plusieurs grandes entreprises publiques et privées basées à Montréal et occupé des postes de direction dans la fonction publique fédérale canadienne, notamment au ministère des Finances et au bureau du Conseil privé du Canada. Il deviendra le greffier du Conseil privé le 7 juillet 2025.
Sabia occupe des postes de direction au Canadien National dans les années 1990, à Bell Canada à partir de 1999 dont celui de PDG de 2002 à 2008 et il est président-directeur général d'Hydro-Québec entre le 1er août 2023 et le 4 juillet 2025. Il a aussi occupé le poste de directeur du Munk School of Global Affairs & Public Policy de l'Université de Toronto en 2020.

## Vie privée
Né à St. Catharines, Ontario, Michael Sabia est le fils de Michael Joseph Sabia, un chirurgien, et Laura Sabia, une animatrice de radio. Il a étudié à Ridley College également à St. Catharines. Il est marié à Hilary Pearson. Sabia a fait ses études de premier cycle de l'Université de Toronto et a obtenu une maîtrise de l'université Yale. Sa femme, Hilary Pearson, est la petite-fille de l'ancien premier ministre du Canada, Lester Pearson.

## Carrière
Sabia a occupé un certain nombre de postes de direction dans la fonction publique fédérale du Canada pendant les années 1980 et au début des années 1990, y compris celui de sous-secrétaire du Cabinet du Bureau du Conseil privé. Le superviseur de Sabia, Paul Tellier, greffier du Conseil privé, quitte le service public pour assumer la présidence de société d'État Canadien National dans les années 1990 et a par la suite persuadé Sabia de le suivre pour aider dans la privatisation de l'entreprise. Sabia a occupé un certain nombre de postes de direction au Canadian National au cours des années 1990, y compris la position de directeur financier.
Sabia quitte le Canadien National pour rejoindre Bell Canada (BCE) en 1999, et devient chef de la direction en 2002 succédant à Jean Monty. En 2007, son conseil d'administration accepte une offre du Régime de retraite des enseignants de l'Ontario de privatiser la société de télécommunications. Plus tard cette année-là, Sabia annonce son départ de Bell après la finalisation de la transaction. Sabia quitte Bell en juillet 2008 et est remplacé par George A. Cope. En décembre 2008, à la suite de l'effondrement du marché de la dette, l'opération de privatisation échoue. Sabia est nommé PDG de la Caisse de dépôt et placement du Québec (CDPQ) le 13 mars 2009, comme successeur à Fernand Perreault. La CDPQ a décidé de renouveler et de prolonger son mandat jusqu'au 31 mars 2021.
Il a participé aux réunions du Groupe Bilderberg de 2017 et 2018.
Le 12 novembre 2019, la Caisse de dépôt et placement du Québec (CDPQ) annonce par communiqué le départ de Sabia, son président et chef de la direction, départ prévu pour février 2020, soit un peu plus d'un an avant la fin de son mandat se terminant le 31 mars 2021. Le 1er février 2020, il est remplacé par Charles Emond à la tête de la Caisse et il assume le jour même le poste de directeur du Munk School of Global Affairs & Public Policy de l'Université de Toronto pour un mandat de cinq ans.
En avril 2020, Sabia a été nommé président du conseil d'administration de la Banque de l'infrastructure du Canada.
En juin 2020, il est nommé sur le conseil d'administration de la Fondation Mastercard.
Le 14 décembre 2020, il prend la relève de Paul Rochon en devenant le sous-ministre des Finances du Canada.
Le 31 mai 2023, le gouvernement du Québec nomme Michael Sabia président-directeur général d'Hydro-Québec avec entrée en fonction le 1er août 2023.
Le 4 juillet 2025, Michael Sabia, quitte la société d'État pour devenir greffier du Conseil privé et secrétaire du Cabinet du gouvernement du Canada.